# La Jeune fille aux camélias
La Jeune fille aux camélias (少女椿, Shōjo Tsubaki), également connu sous le titre Mr. Arashi's Amazing Freak Show, est un manga Ero guro de Suehiro Maruo publié en 1984.

## Synopsis
Midori est une jeune orpheline qui travaille dans un cirque ambulant. La malheureuse enfant traverse les épreuves les plus atroces, des tortures physiques ou mentales, elle vit un véritable enfer. Lorsqu'un jour elle rencontre Masamitsu Le Magnifique, dont elle tombe amoureuse. Mais ses malheurs ne s'arrêtent pas là.

## Analyse
Pour Stéphane Beaujean de dBD, La Jeune fille aux camélias constitue « une fable allégorique puissante et bouleversante sur la beauté et la monstruosité ». Selon le journaliste, l'œuvre « frappe avant tout par la maîtrise parfaite de la page, son animation qui brise le découpage classique par cases et sa chromie bleu métal du plus bel effet », et rappelle le Japon des années folles et le surréalisme d'Hans Bellmer.

## Publications
- Édition japonaise : Seirindō
  - Date de première publication : 25 septembre 1984  (ISBN 4-7926-0129-0)
  - Rééditions : 25 août 1999  (ISBN 4-7926-0306-4), 24 octobre 2003 (Seirin Kōgeisha,  (ISBN 4-88379-141-6))
- Édition francophone : IMHO
  - Date de première publication : mars 2005  (ISBN 2-915517-03-7)
  - Réédition : février 2009  (ISBN 978-2-915517-03-3)
- Édition américaine : Blast Books
  - Date de première publication : septembre 1992  (ISBN 0-922233-06-3)

## Adaptation cinématographique
- Midori, anime de Hiroshi Harada (1992)